# Нахкі
Нахкі (рос. Нахки) — село Акушинського району, Дагестану Росії. Входить до складу муніципального утворення Сільрада Нахкінська.
Населення — 415 (2010).

## Населення
За даними перепису населення 2002 року в селі мешкало 454 особи. В тому числі 217 (47,80 %) чоловіків та 237 (52,20 %) жінок.
Переважна більшість мешканців — даргинці (100 % від усіх мешканців). У селі переважає сирхинсько-тантинська мова.
У 1959 році в селі проживало 378 осіб.